# Jean Kent
Jean Kent, właśc. Joan Mildred Summerfield (ur. 29 czerwca 1921 w Londynie, zm. 30 listopada 2013 w Bury St Edmunds) – brytyjska aktorka filmowa i telewizyjna.

## Filmografia
Seriale
- 1955: ITV Play of the Week jako Molly / Ariane
- 1965: Public Eye jako Pani Diana Podmore
- 1978: Do You Remember? jako Milly
- 1988: After Henry

Filmy
- 1935: Who's Your Father jako Mary Radcliffe
- 1945: Rosanna z siedmiu księżyców jako Vittoria
- 1950: Kobieta o którą chodzi jako Agnes / Madame Astra
- 1959: Syn skazańca jako Louise Burt
- 1990: Missing Persons jako Phillida Meadowhite